# Tanacetum sipikorense
Tanacetum sipikorense — вид рослин з роду пижмо (Tanacetum) й родини айстрових (Asteraceae).

## Опис
Напівкущик густо сіро запушений, заввишки 15–30 см. Прикореневі листки 10–12 см, на довгих ніжках, довгасті, 2-перисторозсічені; сегменти вузьколінійні. Стеблові листки зменшені. Квіткових голів 2–5. Язичкові квітки білі, завдовжки 7–12 мм.

## Середовище проживання
Поширений на сході Туреччини. Населяє кам'янисті місцевості.